# الفارعة (الرقة)
الفارعة قرية سورية تتبع ناحية مركز الرقة في منطقة مركز الرقة في محافظة الرقة. بلغ عدد سكانها 3809 نسمة في عام 2004 حسب إحصاء المكتب المركزي للإحصاء.